# جي. ديفيد تيلمان
جورج ديفيد تيلمان (بالإنجليزية: David Tilman)‏ (وُلد في 22 يوليو 1949)، الحاصل على جائزة الزمالة في الجمعية الملكية، هو عالم بيئة أمريكي، وأستاذ بمرتبة ريجينت، وصاحب كرسي رئاسة مكنايت في علم البيئة بجامعة مينيسوتا، وأيضًا مدرس في علم الحفظ الحيوي؛ علم البيئة، والتطور، والسلوك؛ وعلم الأحياء الدقيقة البيئي. هو مدير محطة الأبحاث البيئية طويلة الأجل في محمية سيدار كريك لعلم الأنظمة البيئية. تيلمان أستاذ أيضًا في مدرسة برين للعلوم والإدارة البيئية في جامعة كاليفورنيا، سانتا باربرا.

## نشأته وتعليمه
وُلد تيلمان (مولود باسم تيتمان) في أورورا، إلينوي في عام 1949. حصل على درجة بكالوريوس العلوم في علم الحيوان في عام 1971، وشهادة الدكتوراه في علم البيئة في عام 1976 من جامعة ميشيغان. نُشرت بعض أبحاث الدكتوراه خاصته في مجلة ساينس.

## الحياة المهنية والبحث
في مقابلة أُجريت في أغسطس عام 2001، صرّح تيلمان بأن شغفه بعلم البيئة ينبع من حبه لكل من الرياضيات وعلم الأحياء، وعلم البيئة هو مجال سمح له بالتعبير عنهما معًا، بالإضافة إلى حبه للعمل في الهواء الطلق. يستكشف عمله كيفية استخدام كل من النظم الإيكولوجية الطبيعية والمدارة لتلبية احتياجات البشر، سواء كان ذلك للغذاء، أو الطاقة، أو خدمات النظام البيئي. أجرى تيلمان العديد من الدراسات لتحديد مدى فائدة الأراضي العشبية للاستخدام في الوقود الحيوي.

### التنافس على الموارد
يشتهر تيلمان بعمله في دور التنافس على الموارد في هيكلية المجتمع ودور التنوع البيولوجي في أداء النظام الإيكولوجي. واحدة من أكثر مقالاته اقتباسًا هي مقالة مجلة نيتشر لعام 1994 حول التنوع البيولوجي والاستقرار في الأراضي العشبية التي قدمت بيانات حول تجربة بدأت في عام 1982 مع أكثر من 200 قطعة أرض في أرض عشبية في محمية سيدار كريك لعلم الأنظمة البيئية في ولاية مينيسوتا. رُصدت كل من هذه الأراضي بشكل مستمر لمدة 20 عامًا حول عوامل مثل ثراء الأنواع والكتلة الحيوية التي أنشأها المجتمع. نظر مقال تيلمان في البيانات قبل جفاف قطع الأراضي العشبية وبعده في عام 1988، مؤديًا إلى نتائج مدهشة. أدّى الجفاف إلى اضطراب كبير، وأظهرت بيانات الكتلة الحيوية وجود علاقة إيجابية قوية بين التنوع النباتي داخل المجتمع، واستقرار المجتمع ككل، الأمر الذي يدعم فرضية استقرارية التنوع.
«المستوى الذي يُقلل عنده تركيز محلول التربة لمورد محدود بواسطة زراعة أحادية متوازنة من نوع ما يُسمى آر*. آر*، وهو تركيز الموارد الذي تتطلبه الأنواع حتى تتمكن من الاستمرار في مسكنها الطبيعي. هناك مفهوم مشابه، هو الكثافة العتبية، للتفاعلات المتداخلة للطفيليات الدقيقة المضيفة. من المتوقع أن تكون الأنواع ذات أدنى مستوى آر* لمورد تربة محدود الكمية هي المنافس الأعلى لهذا المورد».
في ما يتعلق بالتعاقب البيئي، يركز على نسب الموارد، وخاصة بين الضوء والنيتروجين. بعد حدوث اضطراب كبير، يكون نمط التعاقب من الإضاءة العالية/النيتروجين المنخفض إلى بيئة النيتروجين العالي/الإضاءة المنخفضة.

### المنافسة والتنوع البيولوجي
هناك مقالة أخرى كتبها تيلمان تلقت اقتباسًا بارزًا، وهي مقالته في مجلة إيكولوجي لعام 1994، التي تتضمن فكرة أن أعدادًا كبيرة من الأنواع يمكنها التعايش في موطن صغير، حتى عندما تتطلب نفس العناصر الغذائية محدودة الكمية (مثل النيتروجين)، ما دام هناك تقايض بين الأنواع. يعني هذا في الأساس أنه بإمكانه التعايش لأن الأنواع المنافسة بشكل جيد ليست جيدة في الاستيطان أو التكاثر. في ورقة بحثية ذات صلة، استخدم تيلمان هذا النموذج لإظهار ظاهرة «ديون الانقراض»، التي تشير إلى التأخير الزمني بين تدمير الموطن وانقراض الأنواع.

### الجوائز والأوسمة
في عام 2014، حصل على جائزة بي بي في إيه لمؤسسة حدود المعرفة في فئة علم البيئة والمحافظة على البيئة، لإثباته قيمة التنوع البيولوجي علميًا وتحديد حجمه، لأول مرة، وكيف يساهم في جعل النظم البيئية أكثر إنتاجية، وأكثر مرونة للغزوات، وأكثر استقرارًا في مواجهة الاضطرابات مثل الجفاف. كان زميلًا في غوغنهايم، وزميلًا في الجمعية الأمريكية للتقدم العلمي والأكاديمية الأمريكية للفنون والعلوم، وعضوًا في الأكاديمية الوطنية للعلوم. في عام 2000، اختير تيلمان باعتباره أكثر عالم بيئي مستشهَد به في العقد من خلال مؤشرات العلوم الأساسية.

## وصلات خارجية
- جي. ديفيد تيلمان على موقع IMDb (الإنجليزية)